# 斯滕·奥尔森
斯滕·奥尔森（丹麥語：Steen Olsen，1886年6月17日—1960年5月5日），丹麦男子竞技体操运动员。他曾代表丹麦获得1912年夏季奥运会男子团体自由式铜牌和1920年夏季奥运会男子团体自由式金牌。